# 孫光啟
孫光啓（1550年—1603年），字子貽，號區吳，浙江嘉興府嘉興縣民籍，秀水縣人，明朝政治人物。

## 生平
萬曆元年（1573年）癸酉科浙江鄉試第十四名舉人，十一年（1583年）中式癸未科會試第二百三十六名，二甲第十六名進士。大理寺觀政，授刑部主事，十六年升员外郎，本年升郎中，十七年（1589年）出為惠州府知府，十八年（1590年）因惠州異人王子龍被殺而棄官歸里，十九年（1591年）起為延平府知府，因母亲去世丁憂不到任，二十三年改濟南府知府，二十六年升山東按察司副使、兵備沂州，二十九年升福建布政使司右參政，三十年（1602年）十二月卒於官。

## 軼事
萬曆十八年（1590年），惠州異人王子龍，號稱能點化奇方，兵部右侍郎、兩廣總督劉繼文求之不得，訛稱其為翁源叛賊王子龍，欲以叛臣法誅殺，當時王子龍被惠州府知府孫光啟所囚，卻被劉繼文在獄中滅口，孫光啟棄官而去，後來劉繼文被兵科給事中王德完論劾妄殺無辜而罷歸。孫光啟從廢籍再起，事始得白。

## 家族
父孫志道，號玉淵。弟孫光裕，萬曆二十九年進士。子孫麟趾，早夭。